# Эль-Таблон
Эль-Таблон (исп. El Tablón) — город и муниципалитет на юго-западе Колумбии, на территории департамента Нариньо. Входит в состав провинции Рио-Майо.

## История
Поселение, из которого позднее вырос город, было основано в 1760 году. Муниципалитет Эль-Таблон был выделен в отдельную административную единицу в 1834 году.

## Географическое положение

Муниципалитет Эль-Таблон

Город расположен в восточной части департамента, в горной местности Центральной Кордильеры, на расстоянии приблизительно 28 километров к северо-востоку от города Пасто, административного центра департамента. Абсолютная высота — 1590 метров над уровнем моря.
Муниципалитет Эль-Таблон граничит на севере с территориями муниципалитетов Ла-Крус и Сан-Бернардо, на западе — с муниципалитетом Сан-Хосе-де-Альбан, на юго-западе и юге — с муниципалитетом Буэсако, на юго-востоке — с территорией департамента Путумайо, на северо-востоке — с территорией департамента Каука. Площадь муниципалитета составляет 326,95 км².

## Население
По данным Национального административного департамента статистики Колумбии, совокупная численность населения города и муниципалитета в 2024 году составляла 15 092 человека.
Динамика численности населения муниципалитета по годам:
| 2005   | 2010   | 2015   | 2020   | 2021   | 2022   | 2023   | 2024   |
| ------ | ------ | ------ | ------ | ------ | ------ | ------ | ------ |
| 13 991 | 13 366 | 12 757 | 14 674 | 14 805 | 14 881 | 15 009 | 15 092 |

Согласно данным переписи 2005 года мужчины составляли 51 % от населения Эль-Таблоне, женщины — соответственно 49 %. В расовом отношении белые и метисы составляли 82,9 % от населения города; индейцы — 17 %; негры, мулаты и райсальцы — 0,1 %.
Уровень грамотности среди всего населения составлял 85,6 %.

## Экономика
60,6 % от общего числа городских и муниципальных предприятий составляют предприятия торговой сферы, 33 % — предприятия сферы обслуживания, 6,4 % — промышленные предприятия.

## Транспорт
К западу от город проходит национальное шоссе № 25 (исп. Ruta Nacional 25).